# Нефрон
Нефрон (от греч. νεφρός (нефрос) — «почка») — структурно-функциональная единица почки. Нефрон состоит из почечного тельца, где происходит фильтрация, и системы канальцев, в которых осуществляются реабсорбция (обратное всасывание) и секреция веществ.
Нефрон вместе с собирательной трубочкой образует мочевой каналец (англ. uriniferous tubule), который также рассматривается как функциональная единица почки.

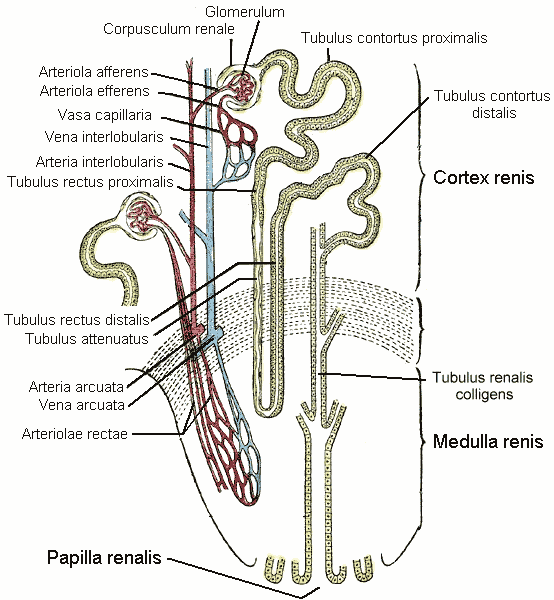
Схема нефрона

## Структура и функции нефрона

### Почечное тельце
А — Почечное тельце

В — Проксимальный каналец

С — Дистальный извитой каналец

D — Юкстагломерулярный аппарат
1. Базальная мембрана

2. Капсула Боумена — Шумлянского — париетальная пластинка

3. Капсула Боумена — Шумлянского — висцеральная пластинка

3a. Подии (ножки) подоцита
3b. Подоцит
4. Пространство Боумена — Шумлянского

5a. Мезангий — Интрагломерулярные клетки
5b. Мезангий — Экстрагломерулярные клетки
6. Гранулярные (юкстагломерулярные) клетки

7. Плотное пятно

8. Миоцит (гладкая мускулатура)

9. Приносящая артериола

10. Клубочковые капилляры

11. Выносящая артериола
Нефрон начинается с почечного тельца, которое состоит из клубочка и капсулы Боумена — Шумлянского. Здесь осуществляется ультрафильтрация плазмы крови, которая приводит к образованию первичной мочи.

### Типы нефронов
Различают три типа нефронов — интракортикальные нефроны (~85 %), юкстамедуллярные нефроны (~15 %) и субкапсулярные (суперфициальные).
1. Почечное тельце интракортикального нефрона расположено в наружной части коркового вещества (внешняя кора) почки. Петля Генле у большинства интракортикальных нефронов имеет небольшую длину и располагается в пределах внешнего мозгового вещества почки.
2. Почечное тельце юкстамедуллярного нефрона расположено в юкстамедуллярной коре, около границы коры почки с мозговым веществом. Большинство юкстамедуллярных нефронов имеют длинную петлю Генле. Их петля Генле проникает глубоко в мозговое вещество и иногда достигает верхушек пирамид
3. Субкапсулярные (суперфициальные) находятся под капсулой.

#### Клубочек
Клубочек представляет собой группу сильно фенестрированных (окончатых) капилляров, получающих кровоснабжение от афферентной артериолы. Их также называют волшебной сетью (лат. rete mirabilis), так как газовый состав крови, проходящей через них, на выходе изменен незначительно (эти капилляры непосредственно не предназначены для газообмена). Гидростатическое давление крови создаёт движущую силу для фильтрации жидкости и растворённых веществ в просвет капсулы Боумена — Шумлянского.
Непрофильтровавшаяся часть крови из клубочков поступает в эфферентную артериолу. Эфферентная артериола поверхностно расположенных клубочков распадается на вторичную сеть капилляров, оплетающих извитые канальцы почек, эфферентные артериолы от глубоко расположенных (юкстамедуллярных) нефронов продолжаются в нисходящие прямые сосуды (лат. vasa recta), опускающиеся в мозговое вещество почек. Вещества, реабсорбированные в канальцах, в дальнейшем поступают в эти капиллярные сосуды.

#### Капсула нефрона
Капсула Боумена — Шумлянского окружает клубочек и состоит из висцерального (внутреннего) и париетального (внешнего) листков. Внешний листок представляет собой обычный однослойный плоский эпителий. Внутренний листок составлен из подоцитов, которые лежат на базальной мембране эндотелия капилляров, и ножки которых покрывают поверхность капилляров клубочка. Ножки соседних подоцитов образуют на поверхности капилляра интердигиталии. Промежутки между клетками в этих интердигиталиях и образуют, собственно, щели фильтра, затянутые мембраной. Размер этих фильтрационных пор ограничивает перенос крупных молекул и клеточных элементов крови.
Между внутренним листком капсулы и внешним, представленным простым, непроницаемым, плоским эпителием, лежит пространство, в которое поступает жидкость, профильтровавшаяся через фильтр, который сформирован мембраной щелей в интердигиталиях, базальной пластинкой капилляров и гликокаликсом, секретируемым подоцитами.
Нормальная скорость клубочковой фильтрации (СКФ) составляет 180—200 литров в сутки, что в 15—20 раз превышает объём циркулирующей крови — иными словами, вся жидкость крови за сутки успевает профильтроваться приблизительно двадцать раз.
Измерение СКФ является важной диагностической процедурой, её снижение может быть показателем почечной недостаточности.
Небольшие молекулы — такие, как вода, ионы Na+, Cl-, аминокислоты, глюкоза, мочевина, одинаково свободно проходят через клубочковый фильтр, так же проходят через него белки массой до 30 кДа, хотя, поскольку белки в растворе обычно несут отрицательный заряд, для них определённое препятствие составляет отрицательно заряженный гликокаликс. Для клеток и более крупных белков клубочковый ультрафильтр представляет непреодолимое препятствие. В результате, в пространство Боумена — Шумлянского, и далее в проксимальный извитой каналец, поступает жидкость, по составу отличающаяся от плазмы крови только отсутствием крупных белковых молекул.

### Почечные канальцы

#### Проксимальный каналец

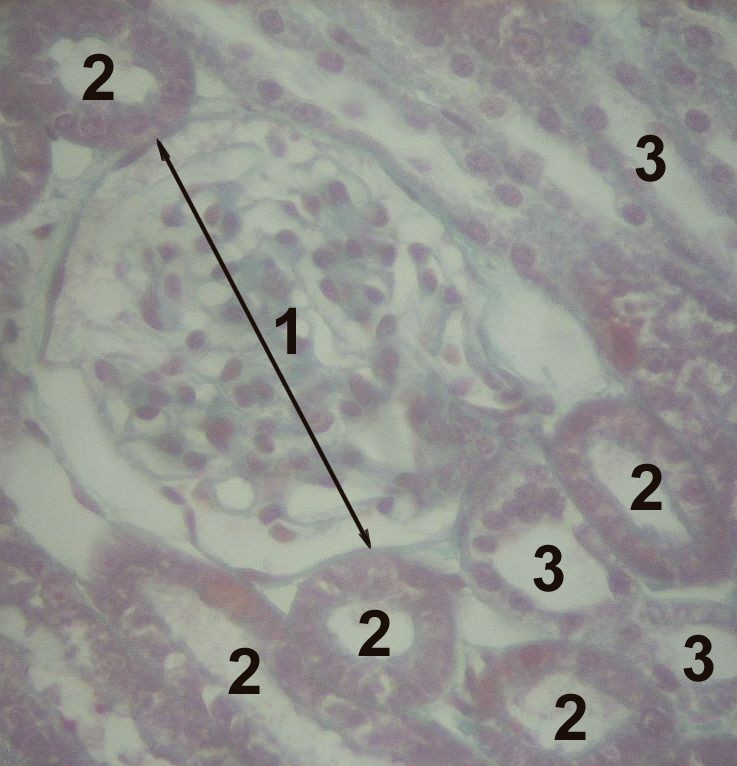
Микрофотография нефрона
1 — Клубочек (гломерула)
2 — Проксимальный каналец
3 — Дистальный каналец

Проксимальный каналец — наиболее длинная и широкая часть нефрона, проводящая фильтрат из капсулы Шумлянского — Боумена в петлю Генле.

##### Строение проксимального канальца
Проксимальный каналец построен из высокого цилиндрического эпителия с сильно выраженными микроворсинками апикальной мембраны (так называемая «щеточная кайма») и интердигитациями базолатеральной мембраны. Как микроворсинки, так и интердигитации значительно увеличивают поверхность клеточных мембран, усиливая тем самым их резорбтивную функцию.
Цитоплазма клеток проксимального канальца насыщена митохондриями, которые в большей степени находятся на базальной стороне клеток, тем самым обеспечивая клетки энергией, необходимой для активного транспорта веществ из проксимального канальца.

##### Транспортные процессы
| Реабсорбция                                                                                                  |
| --- |
| Na+: трансцеллюлярно (Na+ / K+-АТФаза, совместно с глюкозой — симпорт; Na+/Н+-обмен — антипорт), межклеточно |
| Cl-, K+, Ca2+, Mg2+: межклеточно                                                                             |
| НСО3-: Н+ + НСО3- = СО2 (диффузия) + Н2О                                                                     |
| Вода: осмос                                                                                                  |
| Фосфат (регуляция ПТГ), глюкоза, аминокислоты, мочевые кислоты (симпорт с Na+)                               |
| Пептиды: расщепление до аминокислот                                                                          |
| Белки: эндоцитоз                                                                                             |
| Мочевина: диффузия                                                                                           |
| Секреция |
| Н+: обмен Na+/H+, H+-АТФаза                                                                                  |
| NH3, NH4+ |
| Органические кислоты и основания                                                                             |

#### Петля Генле
Петля Генле — часть нефрона, соединяющая проксимальный и дистальный канальцы. Она имеет шпилечный изгиб в мозговом слое почки. Главная функция петли Генле состоит не в реабсорбции воды (осуществляется при помощи пассивной реабсорбции на основе разности осмотического давления в тонком канальце), а в активной реабсорбции электролитов под влиянием альдостерона надпочечников. Петля названа в честь Фридриха Густава Якоба Генле, немецкого патологоанатома.

#### Нисходящее колено петли Генле
Проксимальный извитой каналец в корковом веществе переходит в нисходящее колено петли Генле, которое спускается в мозговое вещество почки, образует там шпилькообразный изгиб, и переходит в восходящее колено петли Генле.

##### Транспортные процессы
Транспорт веществ:
| Вещество | Проницаемость |
| Ионы     | Низкая проницаемость, активный транспорт отсутствует. |
| Мочевина | Умеренная пассивная проницаемость. |
| Вода     | Высокая проницаемость, обусловленная присутствием аквапорина 1 как в апикальной, так и в базолатеральной мембранах клеток. Высокая осмолярность интерстиция мозгового вещества в сочетании с высокой водной проницаемостью эпителия приводит к реабсорбции большого объёма воды в этом отделе нефрона благодаря осмосу. |

Вследствие этого в нисходящем отделе петли Генле осмоляльность мочи резко возрастает и может достигать 1400 мосм/кг.

##### Гистология
Благодаря отсутствию активного транспорта клетки в данном отделе могут иметь сравнительно небольшой объём. Вместе с тем эффективный пассивный перенос воды требует малого расстояния диффузии. Вследствие этого, нисходящий отдел петли Генле построен из низкого кубического эпителия.
От кровеносных сосудов его можно отличить по отсутствию эритроцитов, а от толстых восходящих сегментов — по высоте эпителия.

#### Восходящее колено петли Генле

##### Транспортные процессы
| Тонкая восходящая часть  | Реабсорбция NaCl (пассивно) |
| Толстая восходящая часть | Реабсорбция: NaCl (симпорт Na+/2Cl-/K+; Na+/K+-АТФаза + Cl--каналы) K+ (межклеточно) Ca2+, Mg2+ (регуляция ПТГ) NH4+ (симпорт Na+/2Cl-/NH4+) |

### Юкстагломерулярный комплекс
Расположен в околоклубочковой зоне между приносящей и выносящей артериолами и состоит из трех основных частей:
| macula densa (плотное пятно) | плотноупакованная область призматических эпителиальных клеток дистального извитого канальца нефрона, способных регистрировать концентрацию катионов натрия в моче, проходящей по дистальному канальцу |
| юкстагломерулярные клетки    | специализированные клетки гладкой мускулатуры стенок приносящей артериолы |
| юкставаскулярные клетки      | вырабатывают фермент ангиотензиназу, обусловливающий инактивацию ангиотензина, следовательно, являются антагонистом деятельности ренин-ангиотензинового аппарата                                      |

Юкстагломерулярный аппарат участвует в синтезе ренина, который играет важнейшую роль в ренин-ангиотензиновой системе.